# Sarina Heeb
Sarina Heeb (* 5. Februar 2003 in Frauenfeld) ist eine Schweizer Fussballspielerin. Sie ist seit dem 21. Juli 2023 Vertragsspielerin der SPG Altach/Vorderland.

## Karriere

### Vereine
Heeb begann in Wängi im Kanton Thurgau beim FC Wängi mit dem Fussballspielen. Im weiteren Verlauf in den Kanton St. Gallen gelangt, spielte sie für die Jugendmannschaft des FC Wil und des FC Zürich im gleichnamigen Kanton, zuletzt im Jahr 2020. Zur Saison 2020/21 rückte sie in die zweite Mannschaft auf und kam für diese in der Nationalliga B Saison übergreifend in 18 und fünf Punktspielen zum Einsatz, in denen ihr vier Tore (alle in ihrer ersten Saison) gelangen. Ihr Debüt im Seniorinnenbereich gab sie zum Saisonauftakt am 15. August 2020 beim 5:1-Sieg im Heimspiel gegen den FC Schlieren in den ersten 68 Minuten. Ihr erstes von vier Saisontoren erzielte sie am 23. August 2020 (2. Spieltag) beim 5:3-Sieg im Heimspiel gegen die Femina Kickers Worb mit dem Treffer zum 4:3 in der 79. Minute. In ihrer zweiten Saison kam sie auch in zwei Punktspielen für die erste Mannschaft in der Women’s Super League zum Einsatz. Über ein Leihgeschäft spielte sie ab dem 5. Februar 2022 (10. Spieltag) bis Saisonende am 24. April 2022 (18. Spieltag) für den  Ligakonkurrenten FC St. Gallen-Staad achtmal, wobei ihr drei Tore gelangen. Die Leihe wurde um eine weitere Saison ausgedehnt, und so spielte sie für den FC St. Gallen, der den Vereinsnamen vor Saisonbeginn abgeändert hatte. Sie wurde in allen zehn Punktspielen des Jahres 2022 eingesetzt und dankte es mit sechs Toren.
Als Verstärkung für die Rückrunde der Saison 2022/23 wurde sie vom Bundesligisten MSV Duisburg verpflichtet. Für den Verein bestritt sie vom 5. Februar 2023 (11. Spieltag) bis zum Saisonende am 28. Mai 2023 (22. Spieltag) neun von zwölf möglichen Punktspielen.
Zur Saison 2023/24 wurde sie vom österreichischen Bundesligisten SPG Altach/Vorderland verpflichtet.

### Nationalmannschaften
Heeb bestritt vom 12. Oktober 2018 bis zum 20. Februar 2020 14 Länderspiele für die U17-Nationalmannschaft. Ihr Debüt als Nationalspielerin gab sie im ersten Spiel der Ersten Qualifikationsrunde, Gruppe 9 im griechischen Kranoula beim 5:0-Sieg über die U17-Nationalmannschaft Kasachstans. Es war ihr erstes von insgesamt acht EM-Qualifikationsspielen bis zum 25. September 2019. Des Weiteren kam sie in vier Freundschaftsländerspielen und zwei Spielen in einem Internationalen Turnier zum Einsatz.
Für die U19-Nationalmannschaft bestritt sie vom 23. Oktober 2021 bis zum 12. April 2022 neun Länderspiele, von den vier in Freundschaft ausgetragen wurden, zwei in der Ersten und drei in der Zweiten EM-Qualifikationsrunde.